# Susanne (päron)

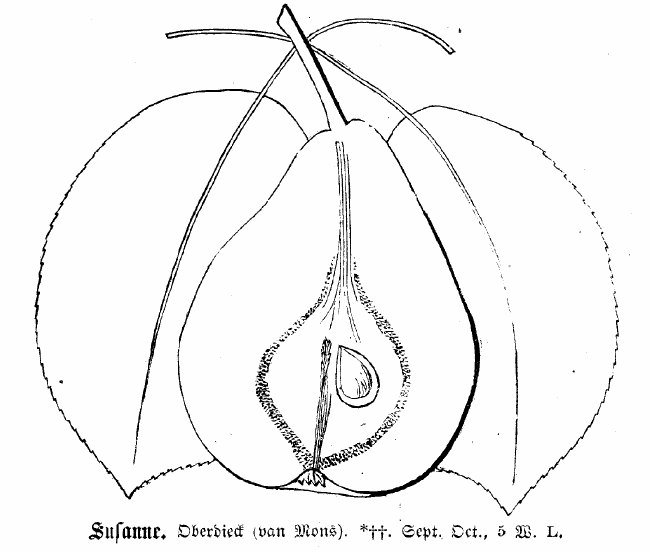
Susanne

Susanne är en kultivar av små päron. Susanne är väldigt söta i smaken och konsistensen är förhållandevis mjuk till skillnad från vanliga gröna päron..